# Iwan Kozłow (poeta)
Iwan Iwanowicz Kozłow (ur. 11 kwietnia?/22 kwietnia 1779 w Moskwie, zm. 30 stycznia?/11 lutego 1840 w Petersburgu) – rosyjski urzędnik państwowy, poeta i tłumacz epoki romantyzmu. Od dzieciństwa służył w Armii Imperium Rosyjskiego, w wieku 19 lat przeszedł do służby cywilnej. Przez kolejne 20 lat piął się po szczeblach kariery urzędniczej, jednak w 1818 choroba odjęła mu władzę w nogach, a w 1821 utracił wzrok.
Porzuciwszy pracę w rosyjskim ministerstwie odpowiedzialnym za nadzór nad własnością państwową zajął się poezją. Jego poematy cieszyły się w Rosji znacznym powodzeniem, zyskał także sławę jako tłumacz m.in. Byrona, Waltera Scotta, Dantego, Ariosta, André Chéniera i Thomasa Moore’a. W 1827 roku przełożył na rosyjski Sonety Krymskie Adama Mickiewicza, za co ten zadedykował mu swój poemat Farys, ostatni utwór romantyczny powstały przed wyjazdem poety z Rosji.

## Biografia
Pochodził ze szlacheckiej rodziny Kozłowów, był wnukiem senatora i generał-reketmajstra Iwana Iwanowicza Kozłowa starszego. Jego ojciec, również Iwan Iwanowicz, miał rangę urzędniczą 4. klasy, rzeczywistego radcy stanu (odpowiednik generała majora). Matka Anna Appołonowna, z domu Chomutowa, była ciotką atamana kozackiego Michaiła Chomutowa. To ona edukowała syna w domu i dała mu wszechstronne wykształcenie.
W szóstym roku życia, w październiku 1784 roku, Kozłow został przyjęty w stopniu sierżanta do Pułku Izmaiłowskiego. Jako szesnastolatek, 19 lutego 1795 roku, został promowany do stopnia porucznika. Trzy lata służył w lejb-gwardii, następnie przeszedł do służby cywilnej, gdzie jego stopień wojskowy zamieniono na czyn sekretarza gubernialnego (12. klasa cywilna tabeli rang urzędniczych).

### Kariera urzędnicza
Z dniem 24 października 1798 roku został promowany do czynu asesora kolegialnego (8. klasa cywilna tabeli rang, odpowiednik stopnia majora w piechocie) i rozpoczął pracę w kancelarii generał-prokuratora Piotra Łopuchina. W 1799 rozpoczął służbę w heroldii, natomiast w 1807 przeszedł do służby w kancelarii wojennego gubernatora guberni moskiewskiej, gen. Timofieja Tutołmina. 13 listopada tego roku otrzymał promocję do rangi radcy nadwornego.
Już w tym okresie młody, wszechstronnie wykształcony i oczytany urzędnik stał się znany w moskiewskich kołach literackich, zaprzyjaźnił się m.in. z Wasilijem Żukowskim, gdy ten przyjechał w 1808 do Moskwy wydawać tamtejsze czasopismo „Wiestnik Jewropy”.
W 1809 roku Kozłow poślubił córkę brygadiera Sofię Andriejewną Dawydową, z którą miał syna Jakuba i córkę Aleksandrę. Od 20 czerwca do 30 sierpnia 1812 roku pracował w komitecie oświaty moskiewskiego garnizonu, jednak został zwolniony ze służby wraz z innymi urzędnikami na trzy dni przed wkroczeniem wojsk Napoleona do Moskwy. Iwan Iwanowicz Kozłow wyjechał z rodziną do Rybińska, gdzie zatrzymali się u Chomutowów, krewnych matki.
Po wypędzeniu Francuzów z Rosji Kozłow nie wrócił już do Moskwy, lecz przeniósł się do Sankt Petersburga. 24 lipca 1813 roku otrzymał posadę asystenta stolnika (ros. столоначальник) w Departamencie Własności Państwowej. 7 października 1814 roku otrzymał stopień radcy kolegialnego (6. klasa tabeli rang).

### Działalność literacka
Około 1818 roku postępujący paraliż pozbawił go władzy w nogach. W 1819 roku Kozłow zaczął tracić wzrok, a w 1821 roku ostatecznie oślepł. Nie mogąc dalej wykonywać pracy państwowej zajął się poezją i tłumaczeniami z włoskiego, francuskiego, niemieckiego i angielskiego. Pomimo ślepoty i upośledzenia ruchowego Kozłow znany był z niezwykłego męstwa. Poruszający się na wózku inwalidzkim, zawsze dbał o elegancki ubiór, mówił jasno i klarownie, z pamięci deklamował poezję europejską. Jego dolegliwości zdrowotne nasilały się jednak nocą, dokuczały mu okrutne bóle. Wiersze dyktował swojej córce Aleksandrze Iwanownej, ona też czytała mu poezję obcojęzyczną, którą ojciec następnie przekładał na język rosyjski.
Pierwszy wiersz Kozłowa Do Swietłany (ros. К Светлане) został opublikowany w 1821 roku. Wkrótce po nim do druku trafiły kolejne: Poecie Żukowskiemu (ros. Поэту Жуковскому), Byron (ros. Байрон) i inne.
Fascynacja literaturą doprowadziła Kozłowa do zadzierzgnięcia przyjaźni m.in. z Aleksandrem Puszkinem, Wasilijem Żukowskim, Piotrem Wiaziemskim i braćmi Turgieniewami, a także z Adamem Mickiewiczem, który w latach 1827–1828 mieszkał w Petersburgu i był częstym gościem w domu Kozłowów. Kozłow był też stałym gościem salonu literackiego i artystycznego księżnej Zinaidy Wołkońskiej w Moskwie.
Jego romantyczny poemat Czerniec, wydany drukiem w 1825 roku, uczynił z niego jednego z najpopularniejszych w Rosji poetów swojej epoki. Poeta rozpoczął pracę nad nim jeszcze w 1822, pod wpływem lektury Giaura Byrona; inspirował się także wierszem Więzień Chillonu, z którego szeroko korzystał. Już przed publikacją utwór zaczął wędrować po Rosji w licznych odpisach. Poemat, napisany w formie lirycznej spowiedzi młodego mnicha, został entuzjastycznie przyjęty przez czytelników, wysoko ocenił go m.in. Puszkin, a ślady inspiracji nim widoczne są m.in. w Laiku klasztornym (Мцыри) Michaiła Lermontowa i w rosyjskojęzycznym poemacie Tarasa Szewczenki Tryzna (Тризна).
Po 1824 zaczął powstawać kolejny wielki poemat liryczny, Księżna Natalia Borysowna (w literaturze pojawia się także jako Natalia Dołhorukowa). Oparty był na prawdziwej historii Natalii Dołgorukowej, która zaręczyła się z kniaziem Iwanem Dołgorukowem, faworytem i przyjacielem cara Rosji Piotra II Romanowa. Zaledwie w kilka tygodni po zaręczynach car zmarł na ospę, a jej narzeczony został wraz z całą rodziną skazany na zesłanie na daleką północ. Mimo to Natalia postanowiła poślubić Iwana i podążyć za nim na północ, gdzie para doczekała się dwojga dzieci. Po kilku latach kniaź został wezwany do Nowogrodu, gdzie był torturowany i zamęczony. Natalia otrzymała zgodę na powrót z zesłania, wstąpiła do klasztoru w Kijowie i wkrótce umarła, napisawszy popularny w Rosji pamiętnik. Poemat poświęcony jej postaci dotyczył – modnego podówczas w Rosji – tematu jednostki i jej roli w społeczeństwie. Podobnie jak Czerniec, on również zdobył w Rosji sporą popularność. Z tego okresu pochodzi także wiersz Noc Wenecka, jeden z najwyżej ocenianych w spuściźnie poetyckiej Kozłowa.
Trzecim z większych poematów poety była Obłąkana (ros. Безумная), która jednak nie zdobyła aż takiej popularności, jak poprzednie.
Kozłow sam nie uczestniczył w spisku dekabrystów, jednak przyjaźnił się z wieloma ich liderami, a stłumienie buntu głęboko przeżył. W obawie przed represjami spalił swoją korespondencję z zaangażowanymi politycznie przyjaciółmi.
Opublikowane w 1827 tłumaczenie wiersza Thomasa Moore’a Evening Bell weszło do klasyki rosyjskiej pieśni ludowej. Dużą popularność zdobyło również jego tłumaczenie poematu innego Irlandczyka, Charlesa Wolfe’a The Burial of Sir John Moore after Corunna (ros. На погребение английского генерала сира Джона Мура, dosł. Na pogrzeb angielskiego generała sir Johna Moore’a).
Z czasem Kozłow stał się jednym z najpłodniejszych tłumaczy i autorów przeróbek literackich swoich czasów w Rosji. Tłumaczył m.in. wiersze George’a Gordona Byrona (Narzeczona z Abydos, ros. Абидосская невеста; Wędrówki Childe Harolda i inne), Williama Szekspira, Waltera Scotta, Dantego Alighieri, Torquata Tassa, Ludovico Ariosto, Friedricha Schillera, André Chéniera, de Chateaubrianda, Roberta Burnsa, Adama Mickiewicza, Thomasa Moore’a i Charlesa Wolfe’a. Część z jego tłumaczeń cieszyła się ogromnym powodzeniem, istnieje także przypuszczenie, że to jego przekład Narzeczonej z Abydos Byrona był powodem, dla którego Aleksander Puszkin zafascynował się angielskim romantykiem i jego twórczością.
W 1827 roku, na podstawie dosłownego przekładu prozą autorstwa Piotra Wiaziemskiego, przełożył na rosyjski Sonety Krymskie Adama Mickiewicza, opublikowane następnie w 1829. Przekład jego spotkał się na ogół z ciepłym przyjęciem krytyki, choć wytykano mu niedokładność.
Zmarł 30 stycznia (11 lutego) 1840 roku. Został pochowany na cmentarzu Tichwińskim w ławrze Aleksandra Newskiego, nieopodal grobu Nikołaja Karamzina, Żukowskiego i Wiaziemskiego.

### Dzieła
- Полное собрание сочинений И. И. Козлова С-Петербург. Издание А. Ф. Маркса 1892
- Полное собрание стихотворений, Л., 1960;
- Дневник. Вступительная заметка К. Я. Грота, «Старина и новизна», 1906, № 11.

#### Wiersze i poematy
- «Пленный грек в темнице»
- К другу В.А Жуковскому
- Венгерский лес. Баллада
- Крымские сонеты
- «Молодой певец»
- «Байрон»
- «Киев»
- «Плач Ярославны»
- «Княгиня Наталья Борисовна Долгорукая»
- «К П. Ф. Балк-Полеву»
- «Обетованная земля»
- «Пловец»
- «Чернец» Киевская повесть (1825)
- «Тайна»
- «Бренда»
- «Отплытие витязя»
- «Безумная» Русская повесть
- «Обманутое сердце»
- «Тревожное раздумье»
- «Песня».
- «Разбитый корабль», графине Софии Ивановне Лаваль (1832)